# Bodrogu Vechi, Arad
Bodrogu Vechi este un sat ce aparține orașului Pecica din județul Arad, Crișana, România. Prima atestare documentară a localității datează din anul 1422, sub denumirea de Bodruch.